# EHF-Europapokal der Pokalsieger der Frauen 1996/97
Am EHF-Europapokal der Pokalsieger 1996/97 nahmen 30 Handball-Vereinsmannschaften aus 29 Ländern teil. Diese qualifizierten sich in der vorangegangenen Saison in ihren Heimatländern im Pokalwettbewerb für den Europapokal. Bei der 21. Austragung des Pokalsiegerwettbewerbes, konnte mit Istochnik Rostow zum ersten Mal eine Mannschaft aus Russland den Pokal gewinnen.

## 1. Runde
Die Hinspiele der 1. Runde fanden zwischen dem 11.–19. Oktober und die Rückspiele zwischen dem 13.–20. Oktober 1996 statt.
|                          | Gesamt |                         | Hinspiel  | Rückspiel |
| ------------------------ | ------ | ----------------------- | --------- | --------- |
| RK Željezničar Sarajevo  | 20:90  | Dunaferr SE             | 06:51 (1) | 14:39     |
| Corteblanco Bidebieta    | 33:32  | RK Karbon Zaprešić      | 23:18     | 10:14     |
| Handball Femina Vise     | 28:65  | Istochnik Rostow        | 20:29     | 08:36     |
| HC Kutaisi               | 18:96  | Agecom Baia Mare        | 10:51 (2) | 08:45     |
| GKS Piotrkovia           | 41:62  | Larvik HK               | 16:29 (3) | 25:33     |
| ŽRK Sombor Dunav         | 40:39  | ES Besançon             | 25:19     | 15:20     |
| Polisportiva Enna        | 52:65  | Sparta IF Helsinki      | 27:31 (4) | 25:34     |
| TSV St. Otmar St. Gallen | 52:31  | HK NSA Sofia            | 23:16     | 29:15 (5) |
| ANOVA E&O Emmen          | 57:46  | Gymnastiki Enosi Verias | 26:18     | 31:28     |
| Academico Madeira        | 37:30  | HC Bascharage           | 21:11     | 16:19     |
| Kiriat Sharet Holon      | 35:67  | ŽRK Žalec               | 20:36 (6) | 15:31     |
| TMO Ankara               | 34:44  | Motor Saporoshje        | 20:21     | 14:23     |
| Frederiksberg IF         | 73:38  | VVV Universität Gomel   | 37:18     | 36:20 (7) |
| Austria Tabak Wien       | 51:31  | RK Mlaz Bogdanci        | 25:14     | 26:17 (8) |

Durch ein Freilos zogen der VfB Leipzig und Titelverteidiger TV Lützellinden direkt in das Achtelfinale ein.

## Achtelfinale
Im Achtelfinale fanden die Hinspiele vom 9.–15. November und die Rückspiele vom 16.–17. November 1996 statt.
|                       | Gesamt |                          | Hinspiel   | Rückspiel  |
| --------------------- | ------ | ------------------------ | ---------- | ---------- |
| VfB Leipzig           | 57:34  | Academico Madeira        | 35:12      | 22:22      |
| Istochnik Rostow      | 43:28  | ŽRK Žalec                | 23:14      | 20:14 (9)  |
| ŽRK Sombor Dunav      | 51:48  | Frederiksberg IF         | 29:21      | 22:27      |
| Corteblanco Bidebieta | 45:33  | TSV St. Otmar St. Gallen | 22:16      | 23:17      |
| Agecom Baia Mare      | 72:48  | Sparta IF Helsinki       | 36:19      | 36:29      |
| TV Lützellinden       | 52:36  | ANOVA E&O Emmen          | 31:20      | 21:16      |
| Dunaferr SE           | 42:45  | Motor Saporoshje         | 20:22      | 22:23      |
| Larvik HK             | 66:22  | Austria Tabak Wien       | 34:12 (10) | 32:10 (10) |

## Viertelfinale
Im Viertelfinale fanden die Hinspiele vom 8.–9. Januar und die Rückspiele vom 15.–16. Januar 1997 statt.
|                  | Gesamt |                       | Hinspiel | Rückspiel |
| ---------------- | ------ | --------------------- | -------- | --------- |
| TV Lützellinden  | 46:48  | ŽRK Sombor Dunav      | 27:23    | 19:25     |
| Larvik HK        | 52:39  | Corteblanco Bidebieta | 30:17    | 22:22     |
| Motor Saporoshje | 30:33  | Istochnik Rostow      | 18:16    | 12:17     |
| Agecom Baia Mare | 42:45  | VfB Leipzig           | 26:19    | 16:26     |

## Halbfinale
Im Halbfinale fanden die Hinspiele am 29. März und die Rückspiele am 5. April 1997 statt.
|                  | Gesamt     |                  | Hinspiel | Rückspiel |
| ---------------- | ---------- | ---------------- | -------- | --------- |
| Larvik HK        | 58:58 (11) | Istochnik Rostow | 33:30    | 25:28     |
| ŽRK Sombor Dunav | 44:51      | VfB Leipzig      | 23:18    | 21:33     |

## Finale
Das Hinspiel fand am 3. Mai 1997 in Rostow am Don und das Rückspiel am 11. Mai 1997 in Leipzig statt.
|                  | Gesamt |             | Hinspiel | Rückspiel |
| ---------------- | ------ | ----------- | -------- | --------- |
| Istochnik Rostow | 49:42  | VfB Leipzig | 25:18    | 24:24     |